# Realismo periférico
El realismo periférico es una teoría de política exterior derivada de la particular perspectiva (latinoamericana) de los Estados periféricos. Este punto de vista de las relaciones internacionales entiende al sistema internacional como una incipiente estructura jerárquica basada en las diferencias percibidas entre los Estados: los que dan las órdenes, los que las obedecen, y aquellos que se rebelan. El enfoque periférico introduce una forma diferente de entender el sistema internacional, es decir, desde el punto de vista único de los estados que no imponen "reglas del juego" y que sufren costos altos cuando confrontan con los que sí lo hacen. Por tanto, la política exterior de los Estados periféricos suele ser enmarcada y ejecutada de tal manera que el interés nacional se define en términos de desarrollo, donde la confrontación con las grandes potencias se evita. La autonomía no se entiende como libertad de acción, sino más bien en los términos de los costos de utilización de esa libertad.
Las siguientes líneas acaso resumen los postulados del realismo periférico:

«las políticas que generan costos para la población son inmorales. Para un país periférico, vulnerable, empobrecido y poco estratégico para los intereses vitales de las potencias centrales, la única política exterior moral es aquella que reduce los costos y riesgos de costos eventuales, maximiza beneficios y, por sobre todo, atrae inversiones y baja las tasas de riesgo-país.»